# River Oaks
River Oaks – miasto w Stanach Zjednoczonych, w stanie Teksas, w hrabstwie Tarrant.
Pierwsi osadnicy przybyli na te tereny w połowie XIX wieku, prawa miejskie River Oaks uzyskało w 1941 roku rozwijając się dzięki pobliskiej bazie lotniczej.

## Demografia
Według przeprowadzonego przez United States Census Bureau spisu powszechnego w 2010 roku miasto liczyło 7 427 mieszkańców. Natomiast skład etniczny w mieście wyglądał następująco: Biali 78,3%, Afroamerykanie 0,9%, Azjaci 0,7%, pozostali 20,1%.